# Аліксійчук Олександр Васильович
Олександр Васильович Аліксійчук (нар. 6 березня 1981, с. Буща, Здолбунівський район, Рівненська область) — український підприємець, громадський діяч. Народний депутат України 9-го скликання.

## Життєпис

### Освіта
Закінчив Національний університет водного господарства та природокористування (спеціальність «Підйомно-транспортні, будівельні, дорожні, меліоративні машини і обладнання»), Інститут післядипломної освіти НУВГП (спеціальність «Економіка підприємства»), Національну академію управління при Президентові України (спеціальність «Парламентаризм у публічному управлінні»).

### Трудова діяльність
Він працював на керівних посадах у будівельному секторі — в ТОВ-фірма «Торгбуд-сервіс» та ТОВ «Будтех-Плюс».
Олександр Аліксійчук, за відкритими даними, декларує декілька мільйонів готівкою.

## Громадсько-політична діяльність
Член і засновник Всеукраїнського Фонду допомоги родинам українських героїв «ДРУГ».
Аліксійчук є співорганізатором дитячо-спортивних заходів в місті та області.
Кандидат у народні депутати від партії «Слуга народу» на парламентських виборах у 2019 році (виборчий округ № 154, м. Дубно, Демидівський, Дубенський, Здолбунівський, Млинівський, Радивилівський райони). На час виборів: фізична особа-підприємець, проживає в місті Рівне. Безпартійний.
Член Комітету Верховної Ради з питань організації державної влади, місцевого самоврядування, регіонального розвитку та містобудування, голова підкомітету з питань захисту інвестицій в об'єкти будівництва.

## Критика
Співініціатор скандального законопроєкту №7351 який надавав право самостійно командирами убивати військовослужбовців за невиконання наказів без будь-яких доведених належним чином обставин. Законопроєкт оцінений у ЗМІ як спроба відновити смертну кару в Україні.
Авторами закону також виступили депутати «Слуги народу» Безугла М.В., Мазурашу Г.Г. та Федієнко О.П.. За інформацією видання «Лівий Берег», (повна картка законопроєкту стала недоступна після відкликання, а авторський колектив "змінився" 24 травня без пояснення причин) співініціаторами виступили інші представники партії Слуги народу — Бакумов О.С., Гривко С.Д., Третьякова Г.М., Войцехівський В.О.. Законопроєктом пропонувалось прибрати рядок «не призводячи до смерті військовослужбовця» із cт.22 «Статут внутрішньої служби Збройних Сил України». Законопроєкт пройшов профільну раду, зазнав значної критики у соцмережах та ЗМІ та був без пояснень відкликаний, згодом, 24 травня, без пояснень причин, у законопроєкту змінився авторський колектив, а партія відповилась коментувати законопроєкт.
22 липня 2025 року голосував за закон 12414, що обмежує Національне антикорупційне бюро України та Спеціалізовану антикорупційну прокуратуру. Цей закон викликає значний резонанс в українському суспільстві.